# Sativanorte
Sativanorte est une municipalité située dans le département de Boyacá, en Colombie.
L'origine du toponyme est controversée : son nom pourrait provenir de Játiva, ville espagnole d'origine de la fondatrice de la ville, Josepha de Castaño ; il pourrait également provenir du vocable préhispanique de langue muisca Sativa, d'étymologie « sa » (préfixe de noblesse) et « tiva » (capitaine). Ce vocable désignait une ancienne cité et le peuple précolombien qui y résidait.